# Ловен сезон 2
„Ловен сезон 2“ (на английски: Open Season 2) е американски компютърно-анимационен филм от 2008 г. Това е продължение на анимационния филм „Ловен сезон“, издаден през 2006 година.

## В България
В България филмът е излъчен на 2019 г. по bTV с български войсоувър дублаж на студио „Медиа Линк“. 
През 16 Януари 2024 г., филмът е излъчен по Стар Лайф с български войсоувър дублаж.
| Озвучаващи артисти  | Симона Стоянова Цветослава Симеонова Георги Стоянов Мартин Герасков Светломир Радев |
| Преводач            | Невена Генчева                                                                      |
| Тонрежисьор         | Александър Тодоров                                                                  |
| Режисьор на дублажа | Мария Ангелова                                                                      |

| Озвучаващи артисти  | Евгения Ангелова Константин Лунгов Христо Узунов Живко Джуранов Явор Караиванов |
| Преводач            | Димана Воденичарска                                                             |
| Тонрежисьор         | Марио Иванов                                                                    |
| Режисьор на дублажа | Анна Тодорова                                                                   |